# 삼보모터스
삼보모터스 주식회사는 대한민국의 자동차 부품 기업이다.
자동차 변속기용 플레이트(비중 7%))와 엔진 및 연료계통의 파이프(비중 25%), 그리고 자동차용 범퍼·스포일러 등 내외장재(비중 63%)를 생산하고 있으며 배터리 버스바(Busbar)와 로터 어셈블리(Rotor Assembly) 등 전기차용 부품군으로 제품을 확장하고 있다.
외국인 지분율은 0%이다.

## 역사 및 현황
삼보모터스는 1987년 9월 설립되었다.
2012년 7월, 사명일 삼보모토스에서 삼보모터스로 사명을 변경하였다.
2013년에는 자동차용 플라스틱 사출업체인 프라코를 인수하여, 프라코, 프라코 체코법인, ㈜나전 등을 연결 대상 자회사로 가지고 있다
2024년 전기차 및 하이브리드 전기차용 부품을 대량 수주한 바 있다.